# Чар (StarCraft)
Чар е името на измислена планета от света на реално-времевата стратегическа компютърна игра StarCraft, разработена от фирма Blizzard Entertainment.
Чар се превръща в столица на Зергите и седалище на Overmind. Макар че оригиналната планета на произхода на Зергите е Зерус, те най-често се свързват с Чар. Тази планета е видяла много конфликти между всички фракции в Сектор Копрулу.
За известен период от време това е столицата и на командването на експедиционната флота на ОЗД, до момента в който те са избити и прогонение от Кериган и нейните зергски рояци.
Понастоящем планетата е под неин контрол и тя я управлява от платформа в нейната орбита.